# Dom przy ul. Łukowej 10 w Nowej Rudzie
Dom przy ul. Łukowej 10 w Nowej Rudzie – trzykondygnacyjny budynek mieszkalny, zlokalizowany w noworudzkim centrum, ustawiony szczytem do rzeki Włodzicy. Budynek pochodzący z XIX wieku jest ostatnim elementem ciągu dziewięciu domów z podcieniami opartymi na murowanych słupach, które do lat 70. XX w. istniały po prawej stronie rzeki przy ul. Łukowej. Ze względu na zły stan techniczny zostały stopniowo rozebrane, nr 7-8 wyburzono przed 1959 r. a po 1963 r. nr 1-6.
Ciąg sześciu budynków z podcieniami znajduje się po lewej stronie rzeki, przy ul. Nadrzecznej z numerami: 1, 2, 3, 5, 6, 7.

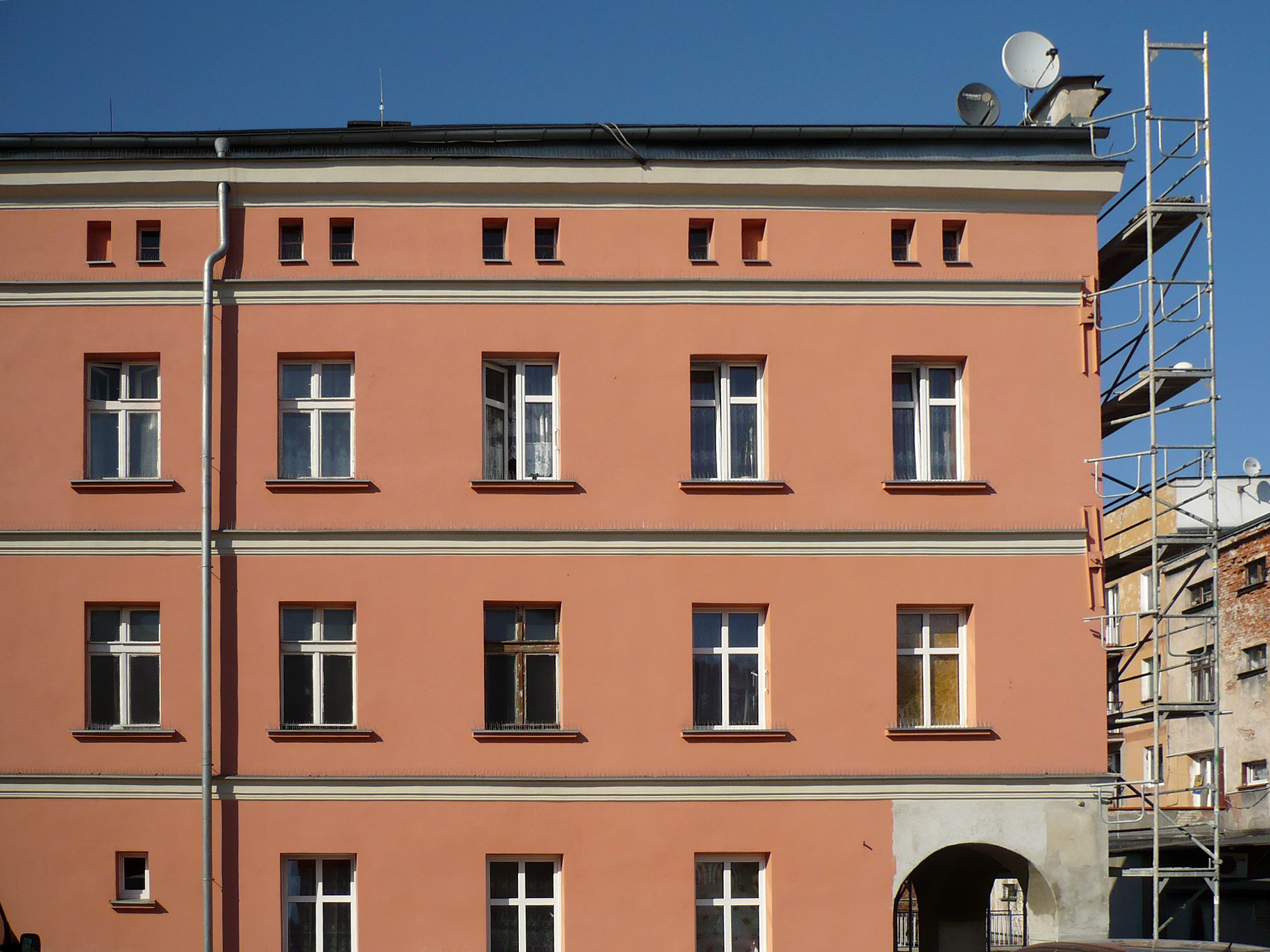
ul. Łukowa 10, bok
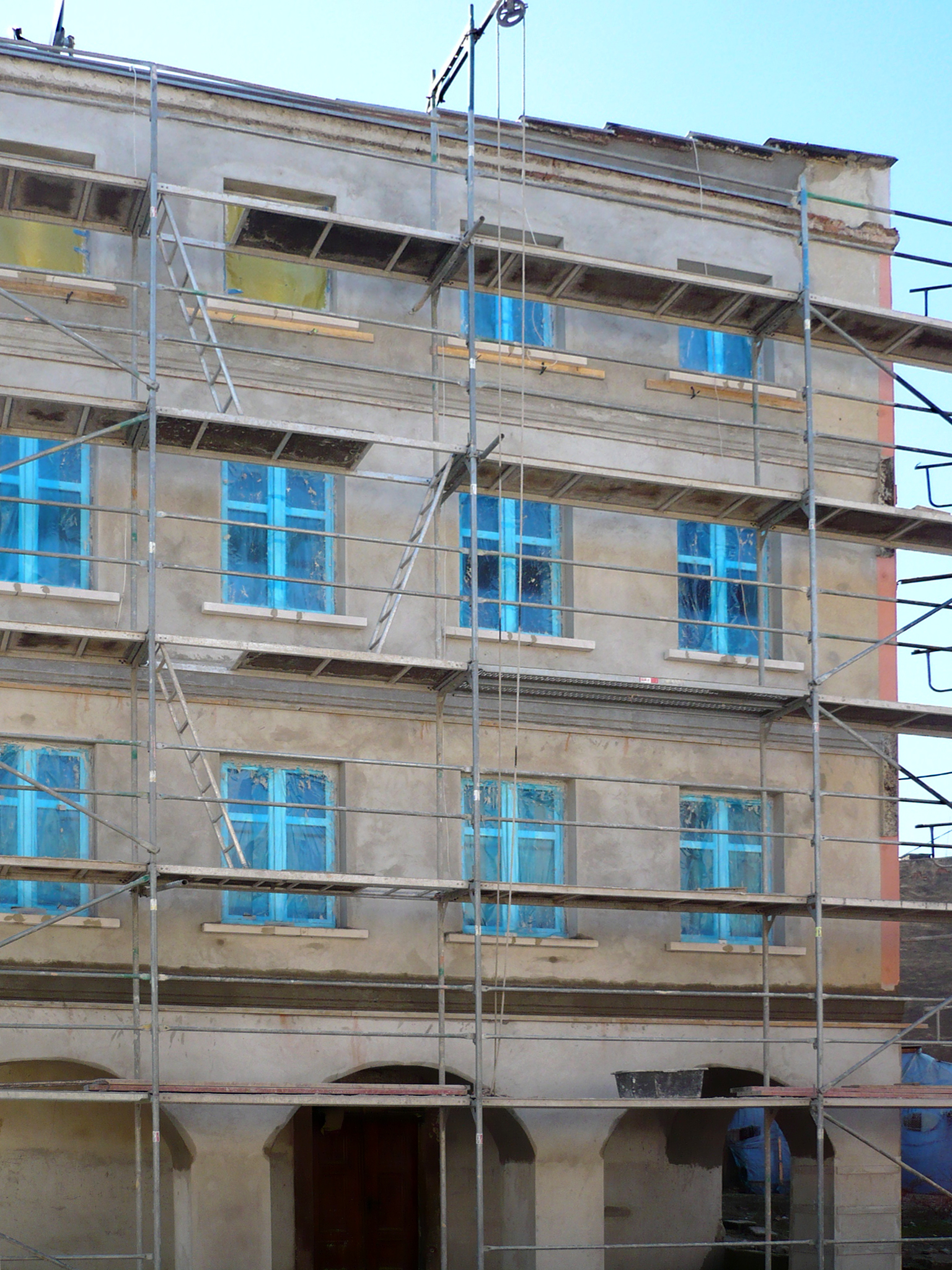
Front podczas odbudowy
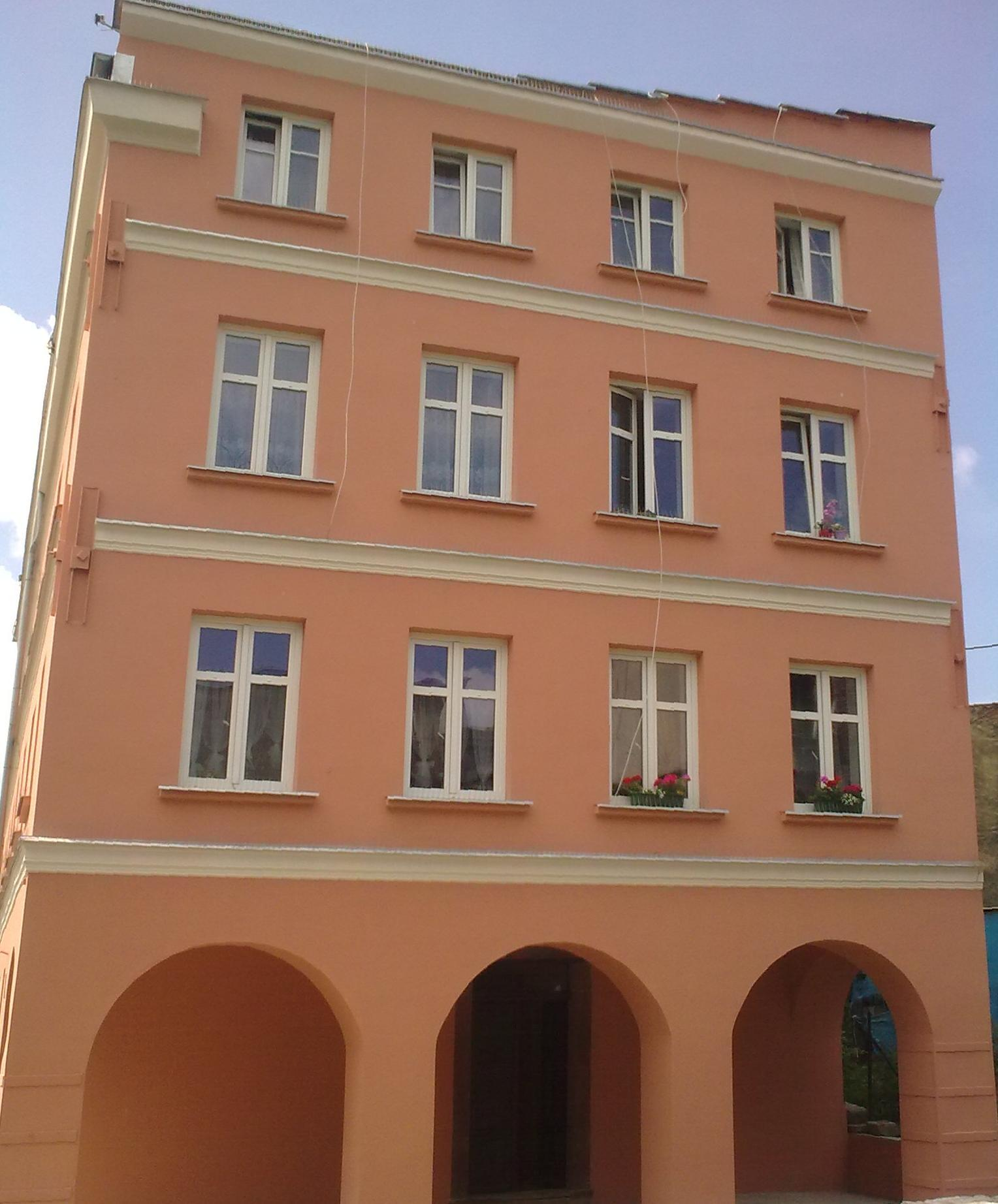
Front po remoncie